# Ostrava Open (ATP Tour)
Ostrava Open – męski turniej tenisowy wchodzący w skład rozgrywek ATP Tour rozgrywany na nawierzchni dywanowej w hali w Ostrawie w latach 1994-1998.

## Mecze finałowe

### gra pojedyncza mężczyzn
| Rok  | Zwycięzca          | Finalista          | Wynik         |
| 1998 | Andre Agassi       | Ján Krošlák        | 6:2, 3:6, 6:3 |
| 1997 | Karol Kučera       | Magnus Norman      | 6:2, krecz    |
| 1996 | David Prinosil     | Petr Korda         | 6:1, 6:2      |
| 1995 | Wayne Ferreira     | MaliVai Washington | 3:6, 6:4, 6:3 |
| 1994 | MaliVai Washington | Arnaud Boetsch     | 4:6, 6:3, 6:3 |

### gra podwójna mężczyzn
| Rok  | Zwycięzcy                     | Finaliści                        | Wynik         |
| 1998 | Nicolas Kiefer David Prinosil | David Adams Pavel Vízner         | 6:4, 6:3      |
| 1997 | Jiří Novák David Rikl         | Donald Johnson Francisco Montana | 6:2, 6:4      |
| 1996 | Cyril Suk Sandon Stolle       | Ján Krošlák Karol Kučera         | 7:6, 6:3      |
| 1995 | Jonas Björkman Javier Frana   | Guy Forget Patrick Rafter        | 6:7, 6:4, 7:6 |
| 1994 | Martin Damm Karel Nováček     | Gary Muller Piet Norval          | 6:4, 1:6, 6:3 |